# Boké
Boké és una ciutat capital de la prefectura de Boké a la regió de Boké a la república de Guinea, a la Baixa Guinea propera a la frontera amb Guinea Bissau. És també una sub-prefectura de Guinea. Localitzada al llarg del Rio Nuñez (a vegades Rio Nunez) que corre cap a la no gaire distant desembocadura a l'Oceà Atlàntic. Boké és un port fluvial. És conegut pel Fortin de Boké, un antic fort esclavista, avui museu. La ciutat disposa d'un aeroport anomenat Boké Baralande. El 2014 la ciutat i la subprefectura circumdant tenia 61.449 persones.

## Història
La primera aventura colonial en aquesta zona fou la de Nuno Tristão el 1453. La tradició ha salvat de l'oblit aquest cavaller de la Infanta de Portugal, donant el seu nom a un riu, el Rio Núñez (nom nadiu Tinguilita), al que curiosament, segurament, no va arribar mai.
No obstant aquesta part de la costa de Guinea fou reconeguda pels viatgers portuguesos del segle xv. A conseqüència, en gran part, dels perills que envoltaven la seva navegació, no va ser visitada pels comerciants europeus dels segles XVI-XVIII de manera tant freqüent com altres regions del nord i est, però en el Rio Pongo, a Matakong (un diminuta illa a prop la boca del Forekaria), i en qualsevol altre lloc, s'hi van establir els comerciants d'esclaus, i les ruïnes del forts que van construir i van defensar amb canons, encara existeixen (per exemple el Fortin de Boké). Quan foren expulsats d'altres parts de Guinea els esclavistes van fer d'aquesta costa difícil i poc coneguda un dels seu darrers reductes, i molts barracoons va ser construïts en els darrers anys del segle xviii. No va ser fins que després de la recuperació de Gorée per França (1816) al final de les guerres napoleòniques a Europa, que els francesos van eliminar qualsevol altra interessat en la regió.
En aquell temps els britànics, des de les seves bases a Gàmbia i Sierra Leone, dedicaven una atenció considerable a aquestes "Rivières du Sud" (Rius del Sud, que volia dir al sud del riu Senegal) i també al Futa Djalon. La possessió de Boké era llavors una qüestió estratègica. No va ser fins a 1816 que els esforços de penetració francesos, dirigits fins aleshores cap a l'interior, sense èxit, es van concentrar sobre la costa. Colons francesos van intentar instal·lar factories al Riu Núñez que tenia la doble avantatge d'estar envoltat de terra rica i obrir el camí del Futa Djalon. René Caillié, que el 1827 va començar a Kakande, al riu Nuñez, el seu viatge cap a Timbuctu, va fer molt per interessar als francesos en el districte; una làpida indica el seu pas per Boké. De 1838 en endavant agents navals francesos, Bouèt-Willaumez i els seus successors, va fer va detallar estudis de la costa presentats en un informe el 1839 que cridava l'atenció pels beneficis que es podien obtenir del comerç francès en aquesta zona.
Construït sobre el vessant d'un turó, al punt extrem del riu navegable Núñez i en la confluència del riu amb el Batafon, Boké, que gaudia d'un clima relativament bo, fou assenyalat als comerciants europeus com l'estació en què les transaccions comercials serien més avantatjoses. Per 1849 els francesos havia causat tant ressentiment local que França va haver d'ocupar l'àrea de Boké. El 19 de gener de 1866, un atac de les tropes franceses va conduir a la instal·lació a Deboké (nom de la ciutat en aquell moment) d'una posició militar. Tres dies més tard, un tinent francès va concloure amb el rei dels Landouma un tractat que posava el país sota la sobirania i la protecció de França. Aquest document contenia disposicions similars a les del tractat de protectorat signat el 28 de novembre de 1865 amb els Nalous.
La instal·lació de les casernes (on es construirà un fort el 1878 que segueix en peu avui en dia) i la signatura de tractats van permetre als comerciants francesos negociar amb seguretat amb l'interior del país i lluitar contra britànics i portuguesos. Aquest fou el punt de partida de la conquesta econòmica i política de Guinea. L'ocupació d'aquest punt estratègic i a continuació, la instal·lació d'altres punts de comerç en els rius de la costa marítima, van formar una cadena de punts de suport que van formar la base del que serien els cercles de Riu Nunez, Rio Poso, Dubréka i Mellacorée. La tutela d'aquests cercles fou però amenaçada durant els anys de l'ocupació per les rebel·lions dels cacicats indígenes que volien tornar a recuperar el control dels seus territoris.